# Trädgårdsblåvinge
Trädgårdsblåvinge (Cacyreus marshalli) är en fjärilsart som beskrevs av Butler 1897. Trädgårdsblåvinge ingår i släktet Cacyreus och familjen juvelvingar. Arten förekommer tillfälligt i Sverige, men reproducerar sig inte. Inga underarter finns listade i Catalogue of Life.

## Bildgalleri

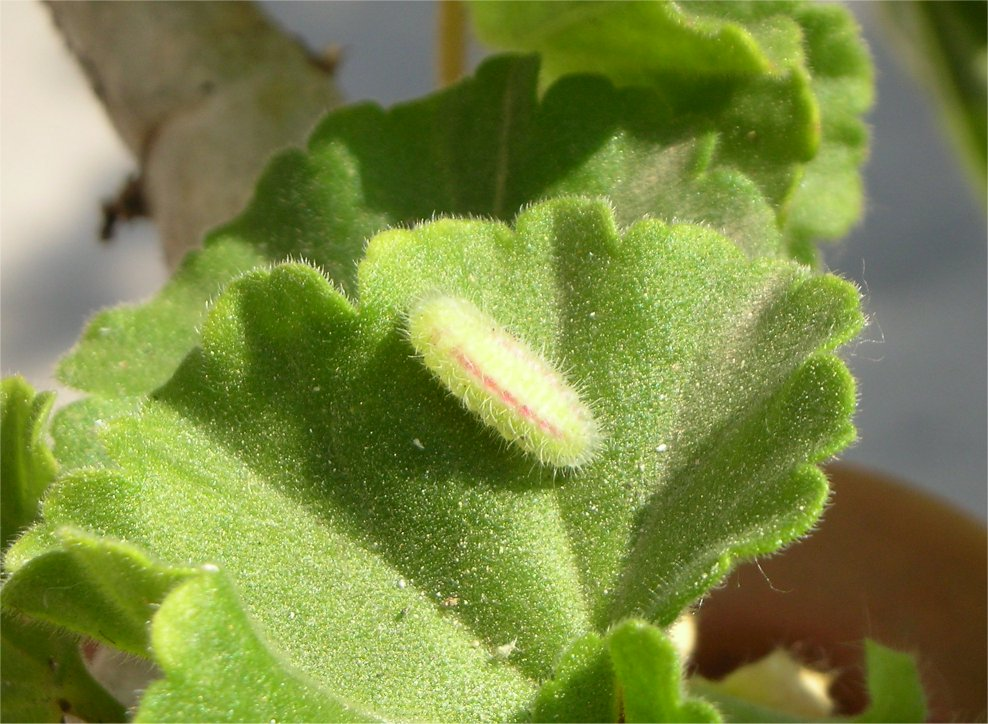
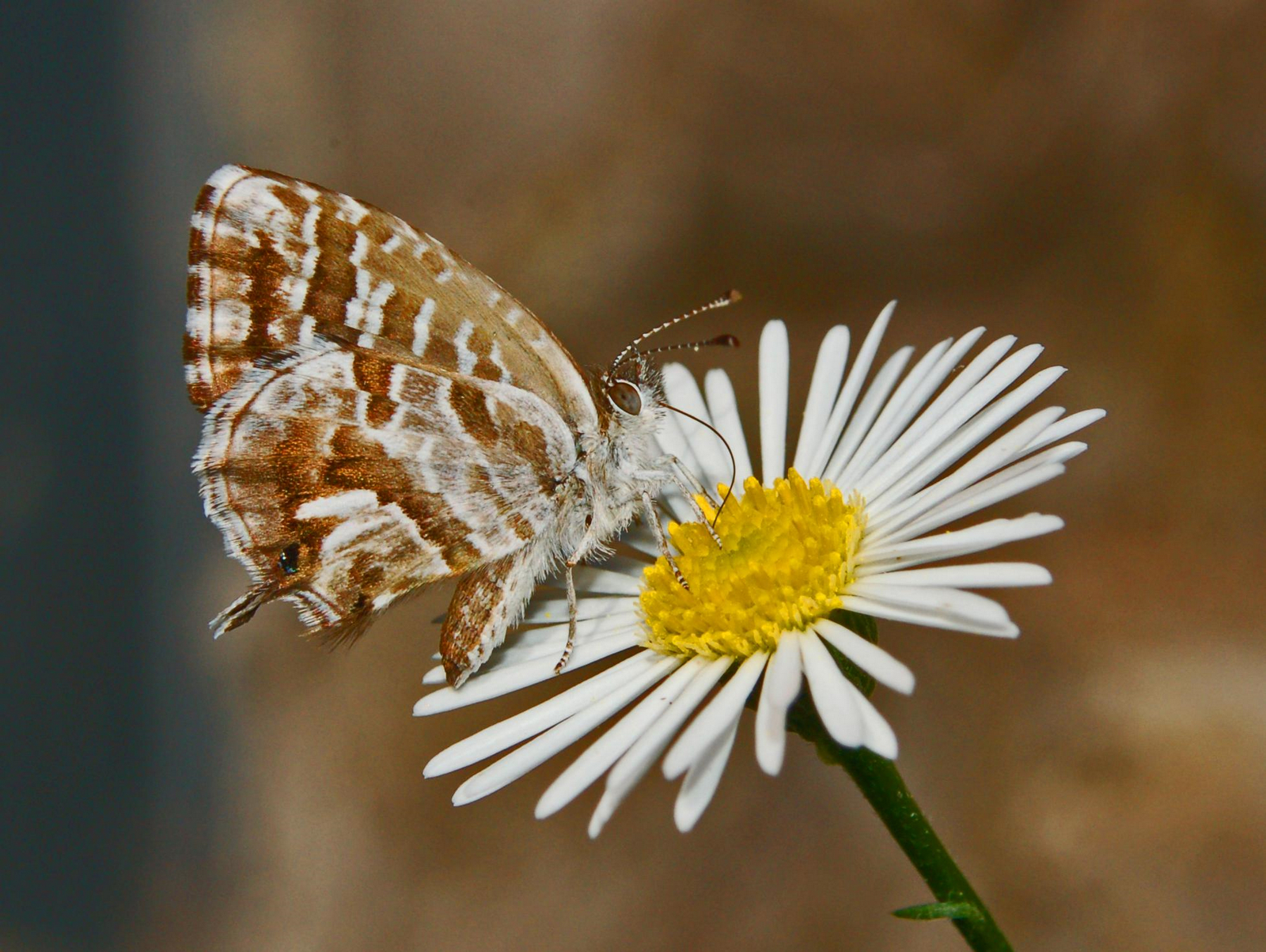
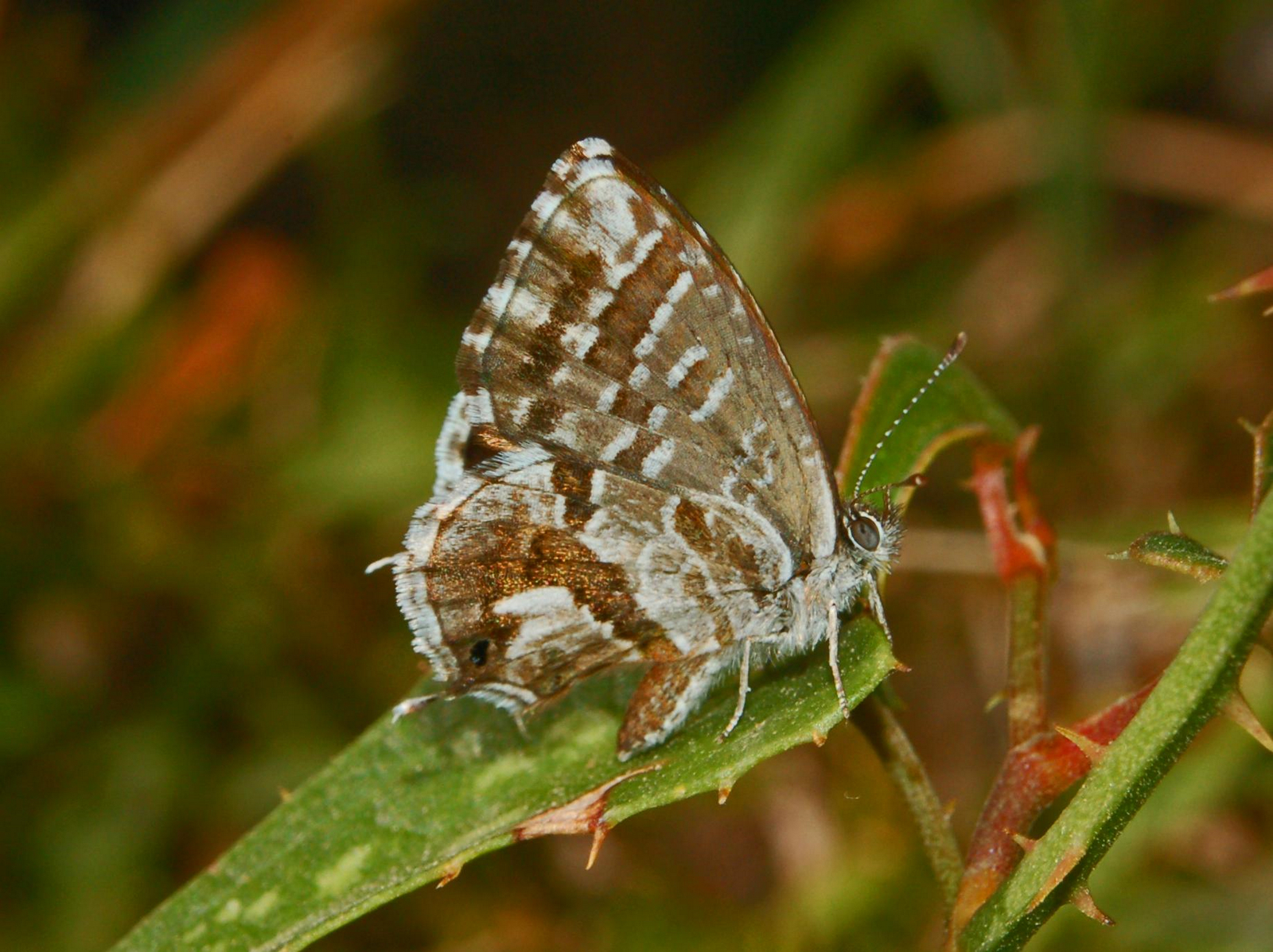
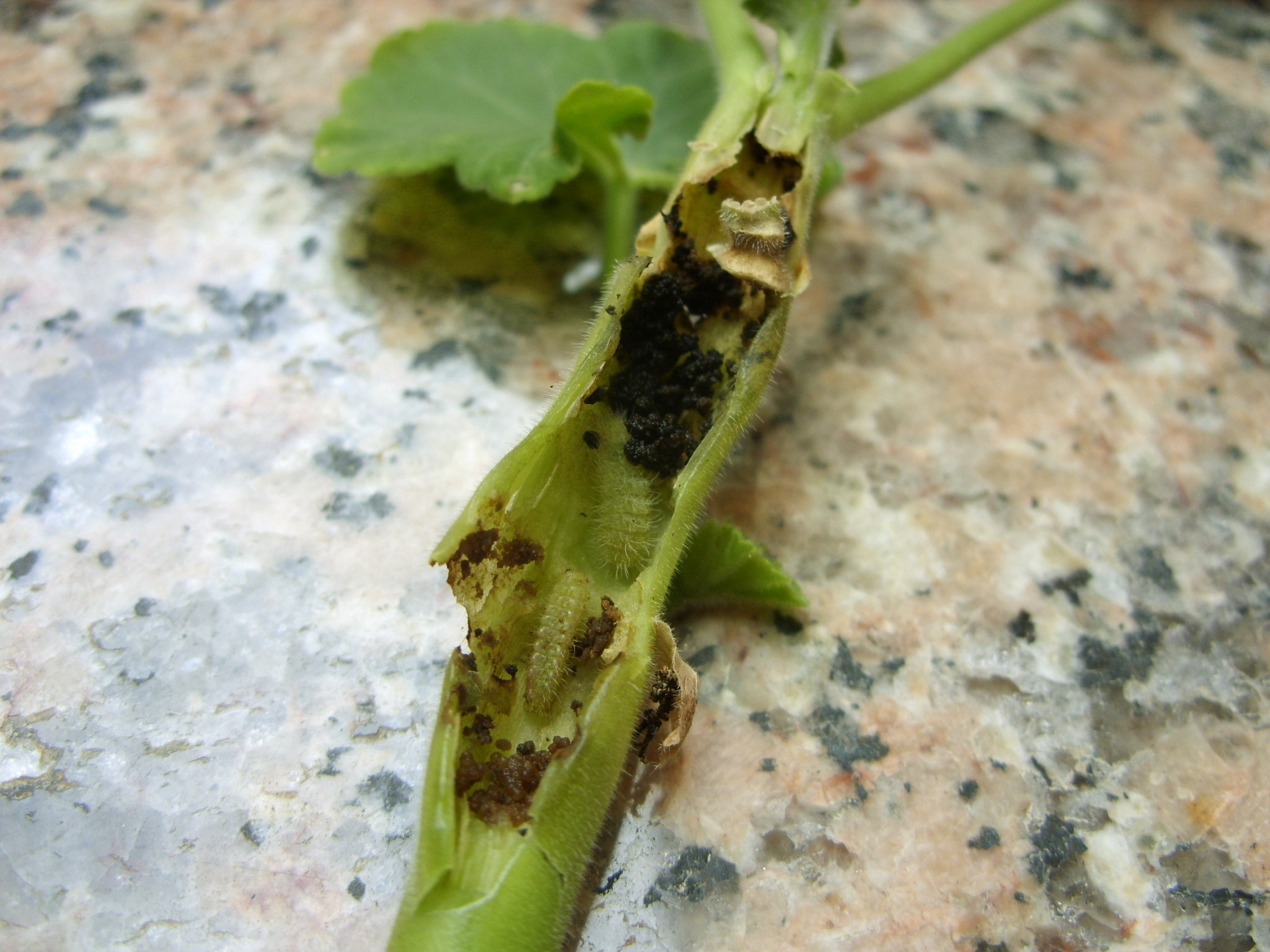
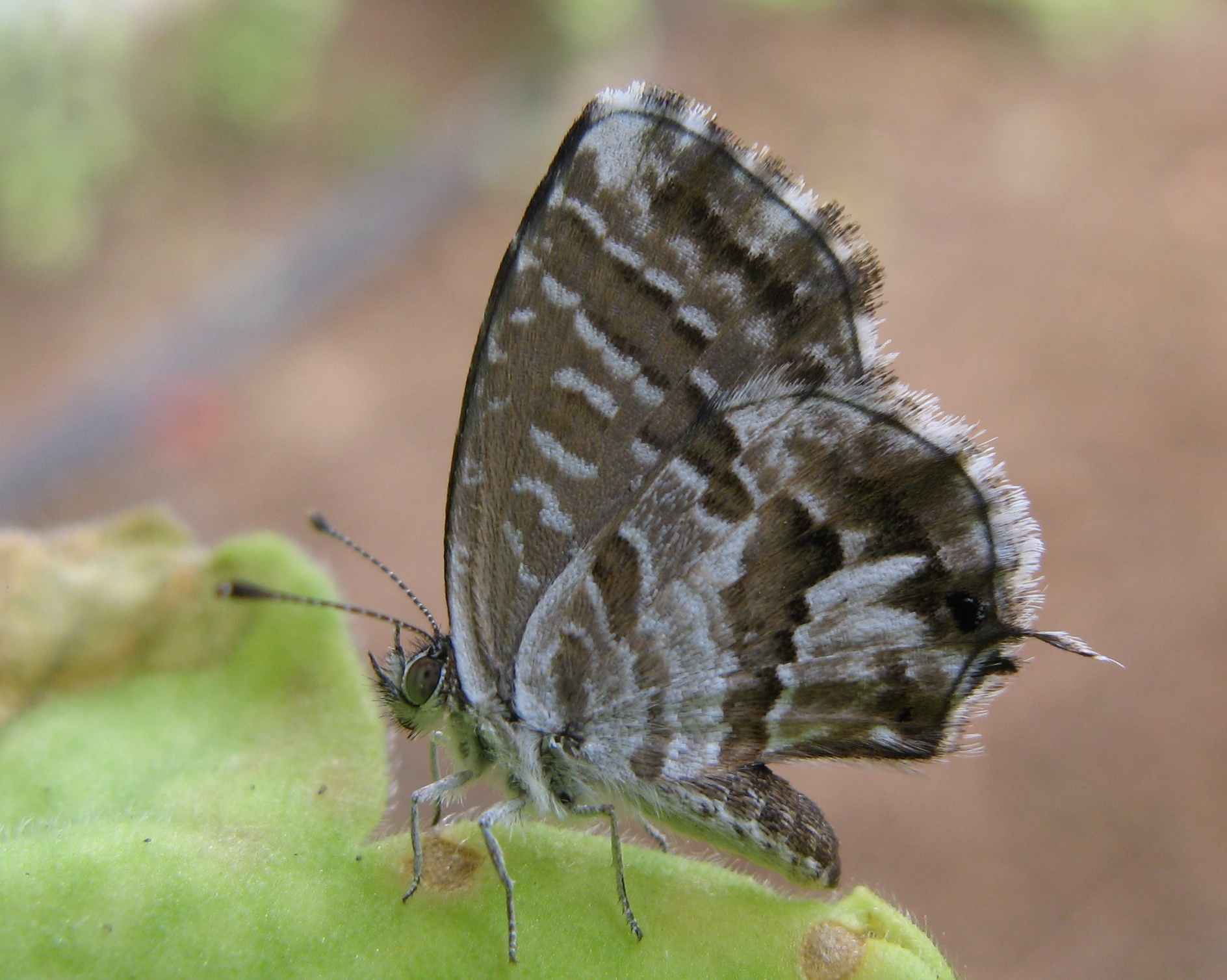
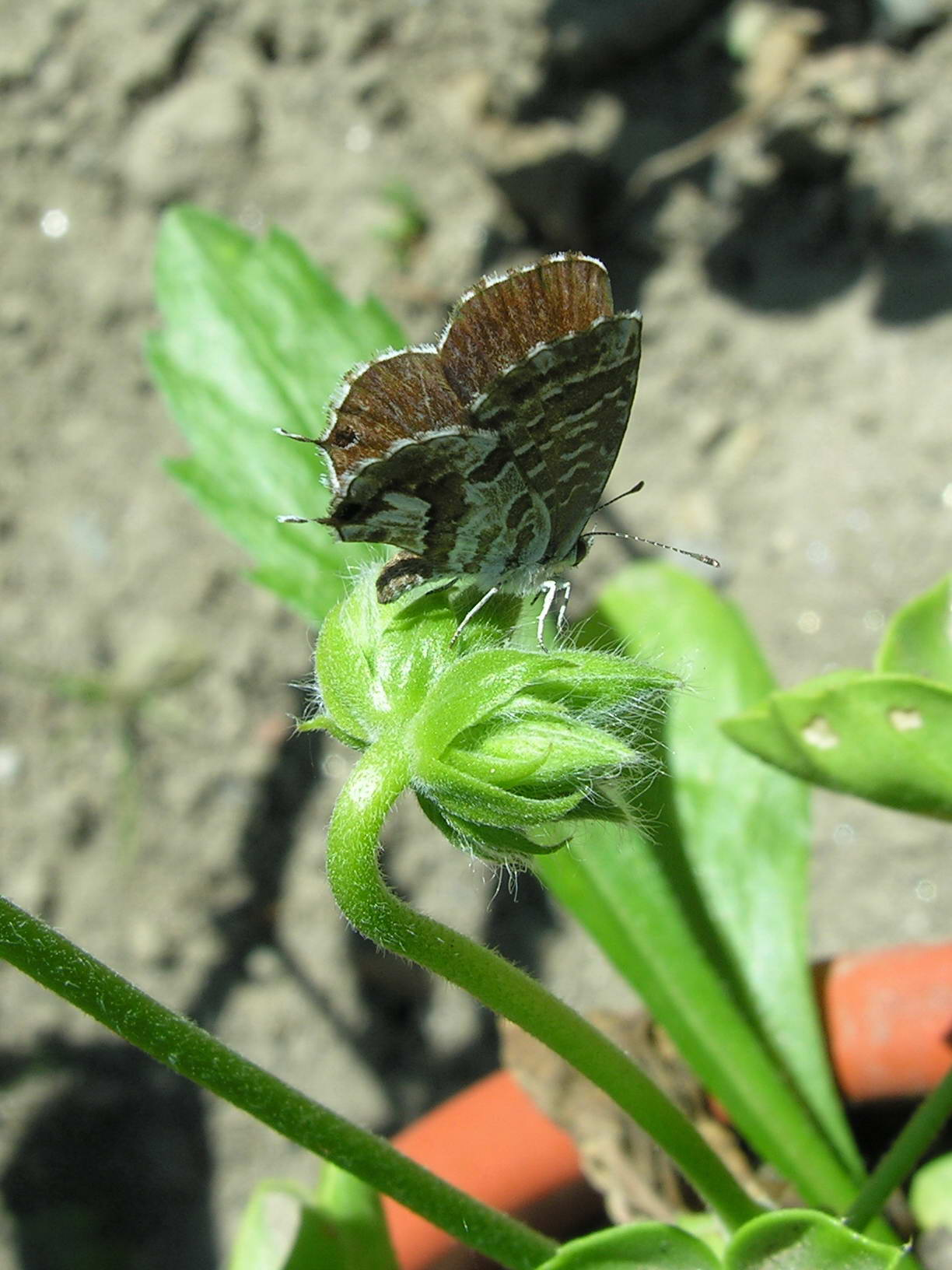